# Coanwood Burn
Der Coanwood Burn ist der etwa 7 km lange linke Quellfluss des Park Burn in Northumberland in England. Der Wasserlauf entsteht auf dem Coanwood Common aus einer Reihe von unbenannten kleineren Zuflüssen. Er fließt in nördlicher Richtung und bildet mit dem Fell Burn den Park Burn.